# 吉良晨
吉良晨（1928年—2010年），字晓春，晚号蛰龙，男，满族，北京人，中国杨式太极拳家、医学家，杨式太极拳第五代传人，曾任药典委员会委员、名誉委员。